# 핑크 팬더 (2006년 영화)
《핑크 팬더》(영어: The Pink Panther)는 2006년 공개된 미국의 영화이다.